# Cruzy-le-Châtel
Cruzy-le-Châtel is een gemeente in het Franse departement Yonne (regio Bourgogne-Franche-Comté) en telt 269 inwoners (1999). De plaats maakt deel uit van het arrondissement Avallon.

## Geografie
De oppervlakte van Cruzy-le-Châtel bedraagt 54,8 km², de bevolkingsdichtheid is 4,9 inwoners per km².
De onderstaande kaart toont de ligging van Cruzy-le-Châtel met de belangrijkste infrastructuur en aangrenzende gemeenten.

## Demografie
Onderstaande figuur toont het verloop van het inwonertal (bron: INSEE-tellingen).